# Pierre Hola
Pierre Hola (ur. 9 czerwca 1978 w Longolongo) – tongański rugbysta, reprezentant kraju, uczestnik Pucharu Świata w 2003 i 2007 roku. Obecnie występuje na pozycji łącznika ataku we włoskim klubie Rugby Viadana.

## Kariera klubowa
Pierwszym klubem Hola był australijski West Harbour RFC. Później tongijczyk występował w japońskim Kobelco Steelers, by w 2009 roku przeprowadzić się do Włoch, gdzie obecnie występuje w klubie Rugby Viadana Viadana. Pierre Hola ma na swoim koncie również występy w rugby league - reprezentował klub z przedmieść Sydney, Canterbury Bulldogs.

## Kariera reprezentacyjna
Swój pierwszy występ w kadrze Pierre Hola zaliczył 18 września 1998 roku przeciw Samoa. W tym samym roku rozegrał jeszcze dwa spotkania, ale nie dostał powołania na finały Pucharu Świata w 1999 roku. Po raz czwarty Hola zagrał dla Tonga 2001 roku i od tej pory występował w kadrze dość regularnie. 22 marca 2003 Pierre pobił rekord Tonga w liczbie zdobytych w jednym meczu punktów. W spotkaniu przeciw Korei Południowej zdobył ich 44, na co złożyły się: dwa przyłożenia i siedemnaście podwyższeń. Dzięki temu, a także kilku innym dobrym występom Hola wywalczył sobie miejsce w drużynie jadącej na Puchar Świata do Australii. Na tym turnieju we wszystkich czterech spotkaniach swojej drużyny wyszedł w podstawowym składzie, a zdobywając 17 punktów został najlepszym strzelcem swojej drużyny. Dla Tongijczyków jednak turniej zakończył się całkowitą porażką - występy grupowe zakończyli mając na koncie jedynie jeden, bonusowy punkt zdobyty za porażkę 7 punktami z Walią. Po mistrzostwach Hola nie był powoływany przez cały rok 2004. Od 2005 roku Tongijczyk ponownie zaczął występować w kadrze będąc w roku 2007 jednym z bardziej doświadczonych zawodników podczas Pucharu Świata we Francji. Na tej, z kolei udanej dla kadry, imprezie Hola ponownie został najlepiej punktującym zawodnikiem w zespole -  uzyskał 44 punkty w czterech startach. W spotkaniu z Afryką Południową zaliczył piękną z własnej strefy obronnej przy przyłożeniu Viliami Vaki, które zostało uznane za jedno z przyłożeń mistrzostw. Hola reprezentował Tonga również podczas Pucharu Narodów Pacyfiku w 2006, 2007 i 2008 roku. W listopadzie 2008 roku wystąpił w drużynie Pacific Islanders, zbierającym graczy z Fidżi, Samoa i Tonga. Wówczas, w meczu przeciw reprezentacji Włoch zdobył 5 punktów, wykorzystując jeden rzut karny i jedno podwyższenie.

## Kontrowersje
Podczas nocy sylwestrowej 2005/2006 Hola został w Japonii aresztowany za pobicie. W wyniku sprzeczki znajdujący się pod wpływem alkoholu Tongijczyk znokautował czterech mężczyzn, którzy trafili później do szpitala.